# حاذة
حاذة، قرية من قرى محافظة المهد، والتابعة لمنطقة المدينة المنورة في السعودية. تقع في جنوب شرق المدينة المنورة، وتبعد عنها بمسافة تقارب (260) كيلو متر، وعن مهد الذهب بمسافة تقارب (110) كيلو متر.

## مركز حاذة
مركز حاذة: هو من مراكز فئة (أ)
الموقعيقع المركز في الجزء الجنوبي من محافظة المهد.
المساحةتبلغ مساحته (879كم2)، وتمثل 3,59% من مساحة المحافظة، ويأتي في المرتبة التاسعة.
السكانيبلغ عدد سكانه (1916) نسمة، ويأتي في المرتبة التاسعة.
بعد المركز عن المحافظةيقع المركز على بعد (125كم) من المحافظة، والطريق المؤدي إليها إسفلتي وترابي، ويعتبر المركز في المرتبة السابعة من حيث القرب من مقر المحافظة.

## التاريخ
ما ذكرة المؤرخون والجغرافيون

## المقدسي
قال المقدسي
«مدينه مليحه للبكريّين بها عدّه من الحصون و جامع كبير.» 

## البکري الاندلسي
قال البکري الاندلسي
«بالذال المعجمة: موضع بينه وبين أبلى ليلة، قال الشمّاخ:
»

## یاقوت الحموي
قال ياقوت الحموي
«الحاذ نبت، واحدتها حاذه، عن أبي عبيد: وهو موضع كثير الأسود، قال سلمى بن المقعد القرمي الهذلي:
»

## عبد المؤمن البغدادي
قال عبد المومن البغدادي
«موضع كثير الأسود.»

## محمد حسن شراب
قال محمد حسن شُرَّاب
«موضع كان في ديار بني سليم، بين المدينة ونجد، نزله الصحابي عمرو بن عبسة، قبل أن يقدم على رسول اللّه بالمدينة.»

## حمد الجاسر
قال حمد الجاسر
«حاذة - بحاء مهملة مفتوحة بعدها ألف فذال معجمة مفتوحة فهاء-: من قرى المهد، بمنطقة إمارة المدينة.»

## آثار حاذة
- تعد من القرى المهمة الواقعة على الجهة الشرقية من حرة رهاط، وفيها وادٍ كبير يمر بهذا الأسم، والمسافة بين حاذة وصفينة ما بين 60-70 كيلاً، وقد أستغل الوادي على كلتا حافتيه بزراعة النخيل والحبوب حيث تتوفر المياه القريبة من سطح الأرض، وخصوبة التربة.
- يوجد حول القرية بعض الآثار القريبة منها آثار لحصنٍ قديم، وبعض المنازل الواقعة على الجانب الغربي من الوادي، كما تتواجد بعض الآبار القديمة المعطلة، والبعض الآخر مازال صالحاً للأستعمال.
- تظهر المعالم الأثرية لطريق الحج من الجهة الشمالية للقرية، والذي يصل إليها من صفينة، ويسمى هذا الطريق بالمنقا الذي يصل بعد إتساعه إلى 25م.
- وجود بعض النقوش الإسلامية على صخور الوادي.[10]

## انظر ايضاً
- المدينة المنورة
- العلا

## وصلات خارجية
- حـاذة: قرية تَسْتَرْوِحُ منها التاريخ.